# Cap sau pajură
Cap sau pajură (în original din maghiară Fej vagy irás?) este un film maghiar din 2005, regizat de către Andor Lengyel. Din distribuție fac parte actorii Zita Görög, János Keller, Csaba Pindroch.  